# Tuyến giáp
Tuyến giáp là một tuyến nội tiết quan trọng, và lớn nhất trong cơ thể. Tuyến này nằm phía trước cổ, lượng khoảng 20-25 gram, hình dạng như con bướm, ngang hàng với các đốt xương sống C5 - T1, phía trước có lớp da và cơ thịt, phía sau giáp với khí quản.Tuyến giáp có 2 thùy (thùy phải và thùy trái), mỗi thùy áp vào mặt trước bên của sụn giáp và phần trên khí quản, và 1 eo tuyến nối 2 thùy với nhau. Tuyến màu nâu đỏ được cấu tạo bên ngoài bởi 1 lớp bao xơ được tạo ra bởi lớp cân sau gắn tuyến vào sụn giáp, nên khi nuốt tuyến di động theo thanh quản. Giáp trạng tiết các hormone thyroxine (T4) và triiodothyronine (T3), nhận ảnh hưởng điều hòa của hoocmôn TSH từ tuyến yên trên não. T4/T3 có chức năng điều hòa nhiều chuyển hóa trong cơ thể.

## Chức năng
- Điều tiết lượng calci trong máu luôn duy trì nồng độ 1%; điều tiết lượng phosphor trong máu.
- Kích tố của tuyến giáp chủ yếu là tyroxin được hình thành từ tyrosin và iod.
- Tác dụng của tyroxin:
  - Tăng cường quá trình trao đổi chất, kích thích sinh trưởng phát dục.
  - Kích thích hoạt động của tim, tăng cường sự co bóp.
  - Tác động đến hoạt động của các tuyến sinh dục và tuyến sữa.
  - Tăng cường quá trình tạo nhiệt, làm tăng đường huyết.
  - Kích thích sự phát triển và hoàn thiện hệ thần kinh.
- Nếu tuyến giáp hoạt động không tốt:
  - Nếu thiếu iod trong thức ăn sẽ gây nhược năng tuyến giáp với các biểu hiện: hạ thân nhiệt, trao đổi chất giảm, tăng trưởng chậm, hoạt động sinh dục giảm, tim đập chậm.Ở người xuất hiện bệnh bướu cổ, run tay và chứng đần độn.
  - Hội chứng cường tuyến giáp(bệnh Basedo): do tuyến giáp hoạt động quá mạnh có các biểu hiện: tăng thân nhiệt, tim đập nhanh. Người mắc bệnh này có thể bị lồi mắt...
- Tuyến cận giáp, nằm cạnh tuyến giáp, tiết ra tyrocalcitonincos tác dụng làm tăng sự hấp thu calci từ ống tiêu hóa vào máu và từ máu vào xương, làm ổn định calci huyết.

Chú ý: Nếu thiếu calci thì tuyến giáp sẽ làm việc liên tục để lấy calci từ xương vào máu (nhằm duy trì nồng độ 1% calci trong máu) và gây nên tình trạng rối loạn tuyến giáp.

## Hình ảnh

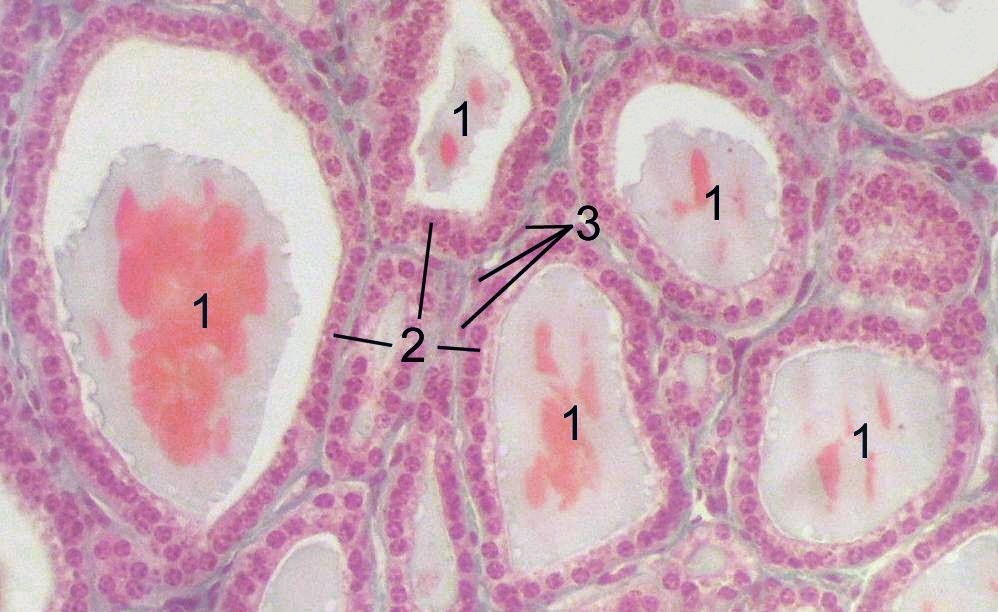
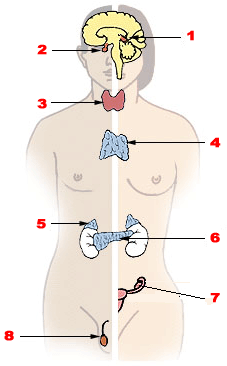

## Các bệnh lý giáp trạng
- Suy giáp
- Suy giáp bẩm sinh
- Cường giáp
- Ung thư giáp trạng
- Bệnh Basedow